# Typogram (typografia)

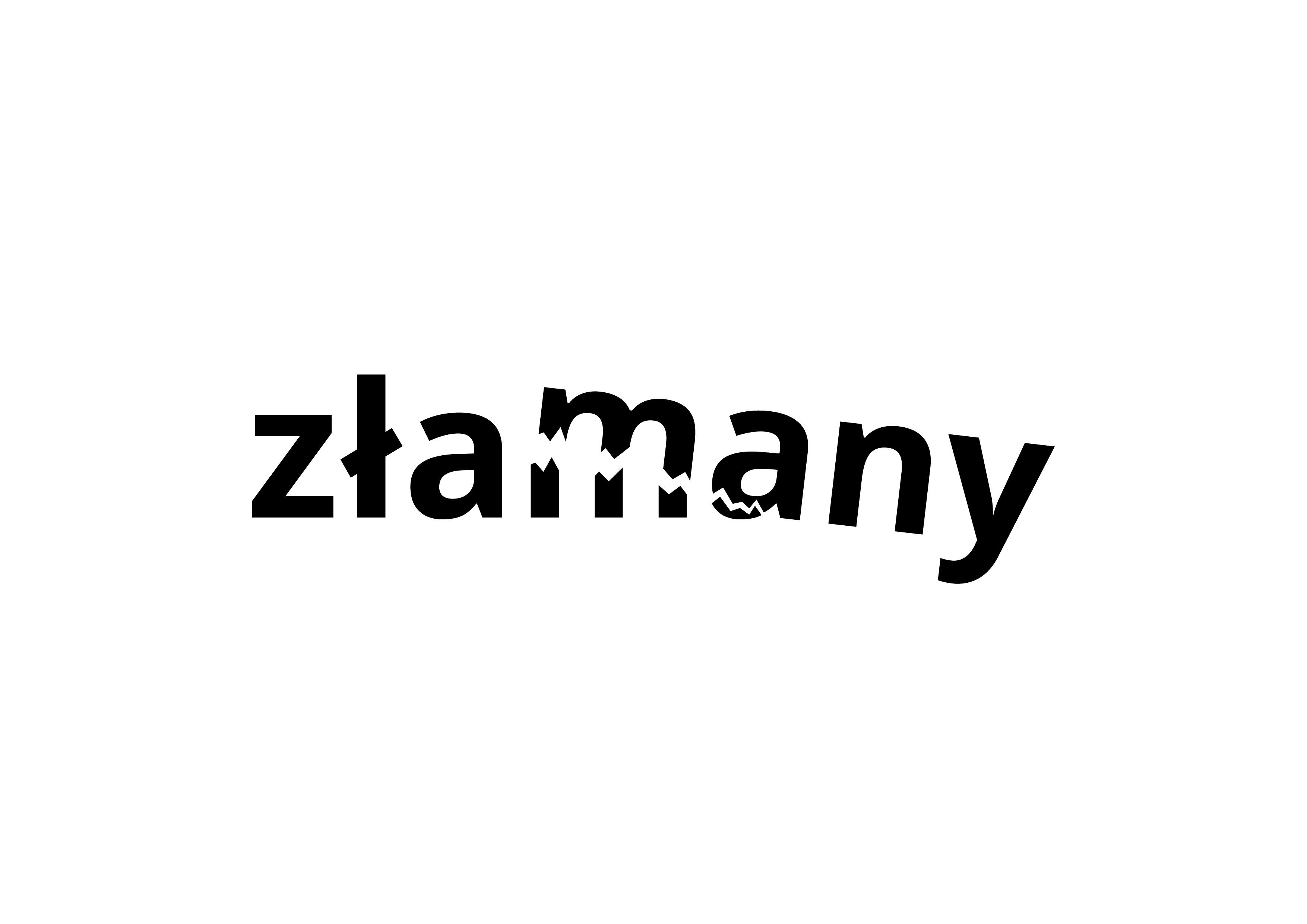
Typogram wyrazu "złamany".

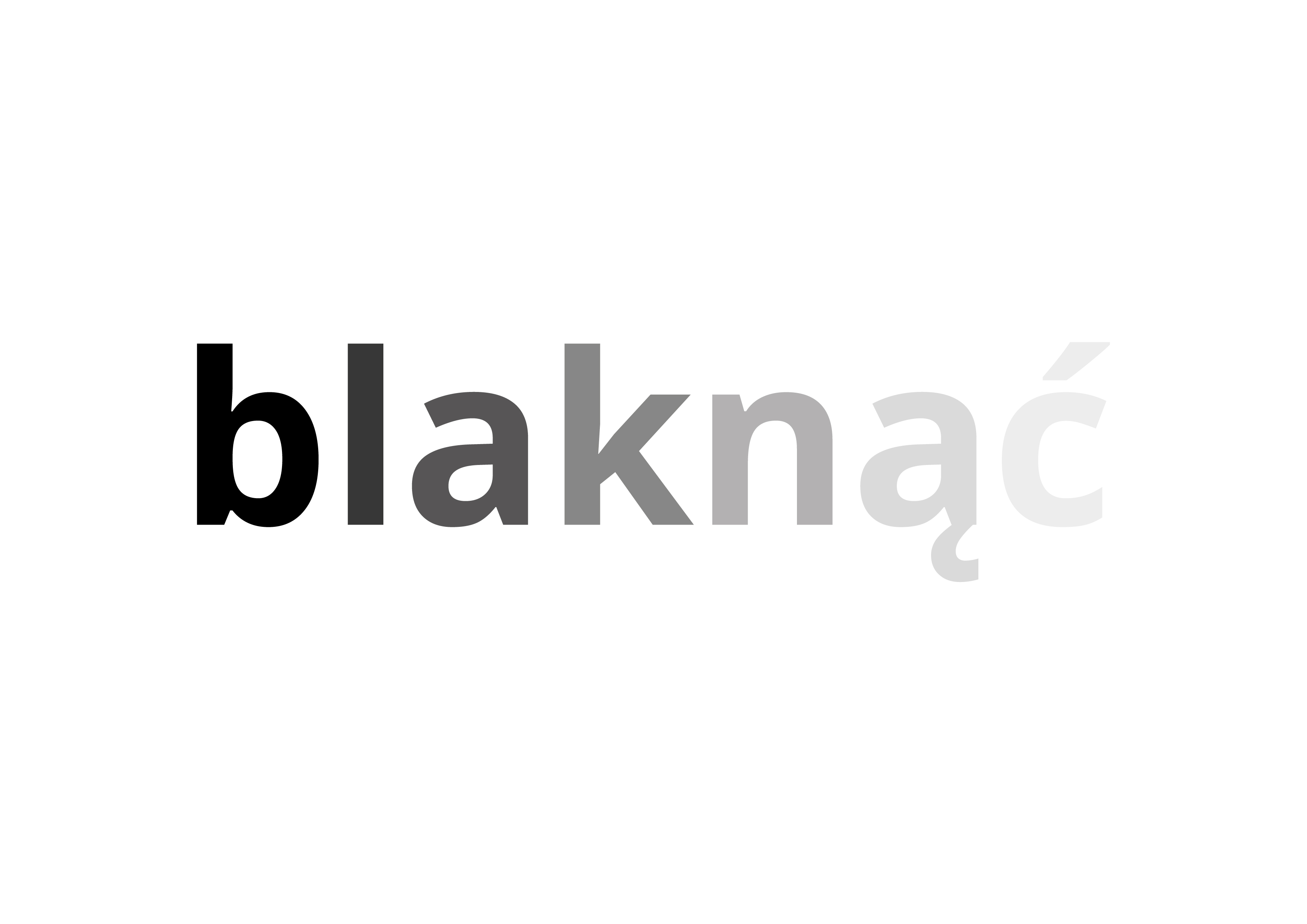
Typogram wyrazu "blaknąć".

Typogram (gr. τύπος (týpos) - znak, obraz i γράμμα (gramma) – litera) - forma typograficzna ilustrująca znaczenie użytego słowa. Prostym przykładem typogramu jest: zapisanie dużym punktem typograficznym wyrazu "duży" lub słowa "niebieski" niebieską farbą.